# Pachnobia discitincta
Pachnobia discitincta är en fjärilsart som beskrevs av Walker 1856. Pachnobia discitincta ingår i släktet Pachnobia och familjen nattflyn. Inga underarter finns listade i Catalogue of Life.